# Ratatouille (jogo eletrônico)
Ratatouille (em Portugal Ratatui) é um jogo baseado no filme homônimo da Pixar. O jogo foi desenvovlido pela Heavy Iron Studios e publicado pela THQ, Nintendo (Gamecube apenas) e Sony (PS2 e PS3 apenas) em 26 de junho de 2007, dois dias antes da primeira exibição do filme na Rússia (primeiro país a estrear o filme). Ratatouille foi inicialmente lançado em doze plataformas - Wii, Nintendo DS, PlayStation 3, PlayStation 2, PlayStation Portable, Xbox 360, Xbox, GameCube, Game Boy Advance, Microsoft Windows, OS X, fazendo do jogo o maior lançamento multi plataforma da história da THQ.
O jogo é do estilo plataforma para todas as versões, com exceção dos celulares, PSP, DS e GBA que possuem gráficos diferenciados.

## Ligações Externas
- Ratatouille no IMDb